# 東洋製作所
株式会社東洋製作所（とうようせいさくしょ、TOYO ENGINEERING WORKS, LTD.）は、かつて存在した冷熱・環境エンジニアリングシステムの設計・施工及び保守サービスや、冷凍空調装置の製造・販売を行っていた企業。本社は神奈川県大和市に置いていた。略称は「東洋」「東作（とうさく）」など。
2015年7月1日に、三菱重工冷熱株式会社に吸収合併され、解散した。

## 概説
1952年、「冷熱エンジニアリングの高度利用」を目的に、三菱重工業と日本冷蔵（現・ニチレイ）の共同出資で設立。比較的大形の機器設備を手がけ、個人ユーザー向けの事業展開はあまり見られなかった。日本での冷熱空調業界では老舗。空調機では、「東洋エアハンドリングユニット」、「RE除湿機」などがシリーズ化されている。また、2005年日本国際博覧会（2005年）のメインラボ「マンモス展示室」に自然冷媒を使用した冷却設備を納めていた。

## 事業所
- 大和本社 - 神奈川県大和市下鶴間1634
- 東京本店 - 東京都大田区仲池上2-10-1
- 関西支社 - 大阪府大阪市淀川区野中北1-5-21
- 北海道支店 - 北海道札幌市白石区中央1条7-10-31
- 東北支店 - 宮城県仙台市宮城野区苦竹2-7-20
- 中部支店 - 愛知県名古屋市西区中小田井4丁目175番地
- 九州支店 - 福岡県福岡市博多区豊1-1-12

- 研究所・工場
  - 大和研究所（大和本社内）
  - 大和工場（大和本社内）

## 沿革
- 1952年 - 東京都中央区明石町に株式会社東洋製作所を設立。同年、本店を東京都品川区東品川に移転。
- 1962年 - 東京証券取引所2部上場。神奈川県大和市に大和工場を新設。
- 2012年 - 本店を神奈川県大和市に移転。
- 2013年 - 筆頭株主の三菱重工業が完全子会社化を目指して株式公開買付けを実施し、96.35％の株式を取得。11月29日をもって三菱重工業の完全子会社となる（東京証券取引所2部上場廃止）。
- 2015年7月1日 - 親会社である三菱重工業のグループ会社、三菱重工冷熱株式会社に吸収合併された。

## 関連会社
- 国内
  - 株式会社トーマス（大和本社内）
  - 東洋エキスパート株式会社（大和本社内）